# Calle San Martín (Tucumán)

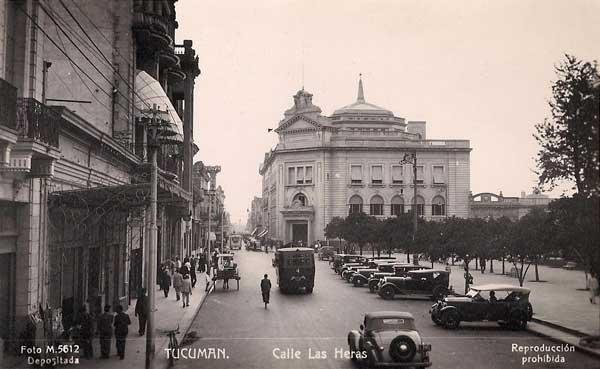
Vista de la calle San Martín cuando se llamaba Las Heras

La Calle General José de San Martín es una calle de San Miguel de Tucumán, Tucumán, Argentina. Esta se extiende desde la avenida Avellaneda hasta Camino del Perú, en el límite con Yerba Buena. Es una arteria semipeatonal entre calles Junín y 25 de mayo.

## Historia
La calle fue creada tras el trazado colonial original de la ciudad en 1685, extendiéndose luego por el Ensanche Liberal de 1879. Originalmente se denominaba Las Heras, pero en 1950 se la nombró como San Martín en honor al centenario del fallecimiento del libertador. Durante el siglo XX, la calle adquirió una marcada consolidación del sector bancario y comercial, construyéndose los edificios del Banco Español, Nación, Hipotecario Nacional y los primeros edificios en altura de Tucumán: el Edificio La Continental y la Galería Pezza.
En 2019 se realizó la semipeatonalización temporal de la calle desde 25 de mayo hasta Junín, ampliando el espacio de paso de peatones en 2,5 metros y con la colocación de bolardos de hormigón y macetones para segregarse de los automóviles. En 2021 se reconstruyó como semipeatonal este tramo, inaugurado el 4 de mayo de ese año la última etapa de la obra. Los trabajos incluyeron el ensanche de las veredas, el reemplazo del pavimento por adoquín y la instalación de mobiliario urbano, luminarias led y árboles de fresnos americanos.

## Sitios de interés
A lo largo de esta avenida se desarrollan varios lugares de interés y emblemáticos:
- Sala Orestes Caviglia
- Edificio Banco de la Provincia de Tucumán
- Edificio La Continental
- Edificio Caja Popular de Ahorros
- Federación Económica de Tucumán
- Teatro Mercedes Sosa
- Plaza Independencia
- Casa de Gobierno de Tucumán
- Banco de la Nación Argentina
- Edificio Banco Hipotecario Nacional
- Torre San Martín 930
- Plaza Gramajo Gutiérrez
- Parque Avellaneda
- Cementerio del Oeste